# مامي جونسون
مامي "بينت" جونسون (27 سبتمبر 1935 - 18 ديسمبر 2017)، لاعبة بيسبول أمريكية محترفة وكانت واحدة من ثلاث نساء وأول رامية تلعب في الدوريات للبشره السمراء.

## وقت مبكر من الحياة
وُلدت جونسون بيلتون في ريدجواي، ساوث كارولينا في 27 سبتمبر 1935، لوالديها ديلا بيلتون هافيلو وجينتري هاريسون. بعد فترة وجيزة، انتقل والدها لتأسيس أسرة أخرى، وانتقلت والدتها إلى العاصمة واشنطن للحصول على فرص اقتصادية. قامت جدتها بتربية جونسون حتى سن الثامنة، عندما انتقلت للعيش مع خالتها وعمها في لونج برانش، نيو جيرسي.
في سن مبكرة، كانت جونسون "تطرد الطيور من الأشجار بالحجارة" وتلعب البيسبول مع بعض أولاد الحي. أخبرتها والدتها أن مهاراتها في لعبة البيسبول تعود الفضل فيها إلى والدها الذي كان هو نفسه لاعبًا جيدًا في الكرة. بدأت مسيرة جونسون الرياضية في نيوجيرسي عندما انضمت إلى دوري الشرطة الرياضي (PAL). في سن الحادية عشرة، انتقلت جونسون إلى العاصمة واستمرت في لعب البيسبول والكرة اللينة هناك.
التحقت جونسون بالمدرسة الثانوية في مدرسة لونج برانش الثانوية، وبعد تخرجها عام 1949 التحقت بجامعة نيويورك لفترة قصيرة.

## مهنة البيسبول
تخرجت من المدرسة الثانوية، لعبت جونسون مع فريق سانت سيبريان الترفيهي في العاصمة. في السابعة عشرة من عمرها، كانت جونسون تأمل في مواصلة مسيرتها المهنية في لعبة البيسبول، وحاولت الانضمام إلى دوري البيسبول المحترف للفتيات الأمريكيات على الرغم من كونها لاعبة ماهرة تتمتع بخبرة كبيرة و دمج دوري كرة القاعدة الرئيسي للرجال بحلول هذا الوقت، لم يُسمح لجونسون بالتجربة بسبب لون بشرتها.
مع ذلك، بعد فترة وجيزة من هذا الرفض، عُرضت على جونسون فرصة تجربة الانضمام إلى فريقإنديانابوليس كلاونز. جنبا إلى جنب مع كوني مورغان، وقعت من قبل فريق إنديانابوليس كلاونز في عام 1953، ولعبت مع الفريق من عام 1953 إلى عام 1955، و سجلت الفوز والخسارة 33-8. جرة أيمنية مع كرة سريعة قوية مخادعة، كما أنها ألقت شريط التمرير، وتغيير الدائرة، والكرة المنحنية، والكرة اللولبية، وكرة المفصل.
لقد تلقت مؤشرات حول رمي الكرة المنحنية من سيتشل بيج. على اللوحة، وهي تضرب بيدها اليمنى، كان متوسط ضربها يتراوح بين 0.262 إلى 0.284.
عُرفت جونسون باسم "بينت" خلال مسيرتها المهنية بسبب طولها الذي بلغ 5 أقدام و3 بوصات. كما أنها كانت تزن 98 رطلاً فقط عندما كانت لاعبة. حصلت جونسون على اللقب بعد الضربة التي واجهت فيها هانك بايليس من كانساس سيتي موناركس. بعد ضربة قوية، خرجت بايليس من صندوق الخليط وقالت: "لماذا، تلك الفتاة الصغيرة ليست أكبر من حبة بينت. أنا لست خائفة منها." شرعت في ضربها.
من أجل المساعدة في بيع التذاكر، لعبت جونسون ومورجان مرة واحدة على الأقل في المباراة لأنهما كانا يتمتعان بشعبية لدى الجماهير. كانت هذه الدعاية ضرورية لأنه في ذلك الوقت كانت رابطة الدورى البشره السمراء في تراجع مع شعبيتها العامة. ومع ذلك، على الرغم من الاعتقاد السائد بأن النساء لعبن فقط لتقديم عرض وبيع التذاكر في الألعاب، إلا أنهن كن لاعبات بيسبول جيدات.

## حياة ما بعد البيسبول
بعد تقاعدها في سن التاسعة عشرة، حصلت على شهادة التمريض من جامعة ولاية كارولينا الشمالية الزراعية والتقنية وأسست مهنة لمدة 30 عامًا في مستشفى سيبلي في العاصمة واشنطن. (قبل أن تلعب لعبة البيسبول الاحترافية، تم قبولها للالتحاق بجامعة نيويورك.)
تزوجت من "تشارلز جونسون". انتهى زواجهما بالطلاق. تزوجت لاحقًا من "إدواردو جودمان". كان لدى "جونسون" أيضًا ابن اسمه "تشارلز" قبل مسيرتها في لعبة البيسبول. قامت والدتها بتربية "تشارلز" حتى أنهت مسيرتها المهنية في الدوريات الدورى البشره السمراء لتعتني به.
بعد مسيرتها المهنية في التمريض، ساعدت "جونسون" في إدارة متجر هدايا الدورى البشره السمراء، وهو متجر تذكارات في ماريلاند. واصلت المشاركة في العديد من أنشطة البيسبول، بما في ذلك الظهور في البطولات وتدريب الدوري الصغير.
توفيت جونسون في 18 ديسمبر 2017، في أحد مستشفيات العاصمة واشنطن لأسباب متعلقة بالقلب. لقد نجت من زوجها الثالث، "إيمانويل ليفينغستون"، وخمس بنات؛ ربيب. عمها ليو "بونز" بيلتون؛ عدة أشقاء. حفيدان؛ والعديد من الأحفاد.

## الأوسمة والجوائز
جونسون هي موضوع كتاب الأطفال "ذراع يمنى قوية"، حيث تصف حياتها أثناء نشأتها والعقبات التي حالت دون أن تصبح لاعبة بيسبول محترفة في الدوري للبشره السمراء. وهي أيضًا موضوع كتاب الأطفال مامي على التل. بالنسبة الى مصادم، تمت الإشارة إليها في فيلم عام 1992 دوري خاص بهم عندما قامت ديليزا تشين تايلر في مشهد مبدع برمي الكرة إلى جينا ديفيس.
في عام 1999، كانت "جونسون" ضيفًا على عائلة كلينتون في البيت الأبيض. وقد اعترف بها أيضًا في متحف الدورى البشره السمراء في مدينة كانساس. في عام 2001، كرمت وزارة التعليم في ولاية كارولينا الجنوبية جونسون في تقويم شهر تاريخ السود أيضًا. بجانب ميرل كود، توم فيلنغز، سانكو ريمبرت، بيل بينكني، وغيرهم من السود البارزين في جنوب كارولينا.
في 5 يونيو 2008، تمت صياغة جونسون ولاعبين آخرين من عصر الدوري للبشره السمراء من قبل امتيازات الدوري الكبرى قبل مسودة السنة الأولى لـ MLB لعام 2008. اختيرت جونسون من قبل واشنطن ناشونالز. في 3 أكتوبر 2009، تحدث جونسون في البيسبول أمريكانا 2009، الذي نظمته مكتبة الكونغرس، بصحبة لاري ديركر، وإيرني بانكس، وشخصيات أخرى من تاريخ لعبة البيسبول. وفي عام 2015، شكل رابطة صغيرة تحمل اسم جونسون في واشنطن. تظهر جونسون أيضًا في قاعة مشاهير البيسبول في كوبرستاون، نيويورك. كما قامت مدينة ريدجواي، مسقط رأس جونسون، بتسمية شارع تكريمًا لها.
يخضع تقاطع مزدحم لشوارع العاصمة واشنطن، والمعروف بشكل غير رسمي باسم "دائرة ديف توماس"، لإعادة البناء وعند اكتماله سيتم تسميته رسميًا "مامي "بينت" جونسون بلازا."